# Chłopcy pani Brown
Chłopcy pani Brown (ang. Mrs. Brown’s Boys) – irlandzki sitcom produkcji BBC Vision, emitowany na antenie RTÉ One i BBC One.
W Polsce kilka odcinków wyemitowała telewizja Puls 2.

## Produkcja
Serial jest oparty na scenariuszu nowel: The Mammy, The Chisellers, The Granny i The Young Wan autorstwa Brendana O’Carrolla, których pierwsza emisja miała miejsce w 1992 roku na antenie radia RTÉ 2fm. Główną rolę w serialu gra sam autor, który wciela się w postać Agnes Brown, osoby niepotrafiącej oprzeć się ingerowaniu w życie swojej rodziny i przyjaciół.
Premiera serialu miała miejsce 1 stycznia 2011 na antenie RTÉ One oraz 21 stycznia 2011 roku na BBC One.
Cechą serialu jest wstawianie do emitowanego materiału filmowego krótkich i humorystycznych fragmentów z pomyłkami powstałymi podczas kręcenia scen.

## Obsada
- Agnes Brown (Brendan O’Carroll) – główna postać serialu, głośno klnąca, wścibsko zaglądająca do spraw osób swojej rodziny i przyjaciół
- Cathy Brown – w średnim wieku, niezamężna córka Agnes
- Grandad Brown – teść Agnes, częsta ofiara żartów Agnes
- Winnie McGoogan – sąsiadka i najlepsza przyjaciółka Agnes, naiwna ale dobroduszna, częsta ofiara żartów Agnes
- Mark Brown – najstarszy syn Agnes
- Betty Brown – żona Marka
- Rory Brown – homoseksualny syn Agnes
- Dino Doyle – partner Rory’ego
- Dermot Brown – najmłodszy syn Agnes, ze względu na swoją pracę często ubrany w różnorakie kostiumy
- Maria Brown – żona Dermota
- Buster Brady – przyjaciel Dermota, często szuka najprostszych, w większości nielegalnych dróg do zarobienia pieniędzy

## Nagrody
W 2011 roku serial Chłopcy pani Brown został nominowany do nagrody BAFTA. W lutym 2012 r. otrzymał nagrodę Irish Film & Television Awards za najlepszy program rozrywkowy. W tym samym roku otrzymał również nagrodę BAFTA w kategorii najlepszej komedii sytuacyjnej, zaś Brendan O’Carroll był nominowany do nagrody w kategorii najlepszego aktora. W styczniu 2013 r. sitcom wygrał National Television Awards w kategorii najlepszej komedii sytuacyjnej.